# 定本制度
定本制度是宋代对邸报实行的新闻检查制度，是一种事先检阅制，也是中国新闻史上最早的检查制度。进奏院每5日将编好的邸报稿样送达枢密院，审查合格的称为“定本”；再将定本作为标准，由进奏院抄写后传至各地。

## 建立和发展

### 背景
宋朝中央集权的程度空前加强。一些唐朝后期出现的行政机关到了宋朝成为重要机关：翰林院在宋朝成为向皇帝提供咨询的主要机关。宋朝在行政区划方面仍袭唐制，但增加了“道”（后改称“路”）的数目。与唐相比，道对州、县的权力增大了。为了避免重蹈唐朝藩镇割据的覆辙，道的管辖面积、行政功能与相应的军事机构与唐时相比有着明显的区别。
宋代初期，各州在京城设有进奏院，各自编发进奏院状。随着中央集权的加强，朝廷在收回藩镇军、政、财诸权的同时，也将进奏院的管理权归于中央。宋太宗太平兴国六年（公元981年）改组进奏院，设“都进奏院”于大内侧近。进奏官由朝廷统一任命，各授铜朱印一纽，每人兼三四州。并以京官为进奏院兼官，由给事中直接管辖，从而将进奏院完全置于中央的控制之下。
进奏院改组后，邸报发布制度也出现改变。邸报在朝廷的直接管理下统一发布，权威性加强。公元981年后，在编发的方法与程序上，以往是各地方当局的进奏院与进奏官自行收集材料、自行编发；改组后要经过枢密院审核，甚至由枢密院官员（后为门下省官员）编定，进奏院与进奏官负责提供材料与发抄，即为“定本制”。

### 建立
宋真宗咸平二年（公元999年），“定本制”建立。《宋会要》記載，咸平二年六月，“诏：进奏院所供报状，每五日一写，上枢密院定本供报。”这是关于定本制度的最早记载。进奏院向地方发布的消息，以定本为主，不得增改。

### 废除与恢复
定本制度在宋朝经历两次废除。第一次革除定本制度是在王安石变法后，此时定本支队已如虚设。“先是，进奏院每五日具定本报状，上枢密院，然后传之四方；而邸吏辄先期报下，或矫为家书，以入邮置。”枢密院检详文字官刘奉世提出取消定本制度，实行枢密院派专人抽检制度；如有抄发涉及边防机要内容、或增加虚妄之言的，从重置法。从变法派的角度来看，废除定本实则有利于新法的宣传；定本之废，相当于剥夺了枢密院对于信息的实际控制权。
定本制度的第一次回复时间在宋徽宗宣和三年（公元1121年）十二月二十七日，“诏：进奏院朝报，非定本事辄传报者，令尚书省检会已降指挥，别行措置，约束取旨。”
绍兴二十五年(公元1155年), 秦桧病亡。翌年（公元1156年）, 右正言凌哲请求废除定本，“动辄年旬日, 侯许报行, 方敢传录。而官吏迎合意旨, 多是删去紧要事目, 止传常程文书, 偏州下邑往往有经历时月不闻朝廷诏令。窃恐民听妄生迷惑, 有害治体。”南宋统治初步稳定，凌哲的请求被批准，定本制度再度取消。
乾道六年(公元1170年)八月十九日,中书门下省言:“近来进奏院辄于六部等处抄录指 挥, 又将传闻不实之事便行传报, 欲令左右司将六曹判报状内合报行事写录定本呈宰执讫发赴进奏院, 方许报行。"定本制度重新恢复。
这种制度一直实施到南宋末年。一般认为，直到嘉定以后，定本才真正废除，而这时的官报已不受重视了。

## 评价
定本制度是宋朝中央集权体制的延伸。定本制度的传播更多的是一种下行传播，以皇权为中心由内而外的单向传播。进奏院状的编辑权由都进奏院控制，都进奏院向枢密院等中枢机构负责，枢密院等中枢机构直接听命于皇帝。从制度的角度来说，与唐朝藩镇割据下的进奏院状的传播相比，定本制度有其历史进步性：它在信息传播方面有效维护了中央集权和专制皇权体制。定本制度的几存几废，也反应了当时的政治环境需求、和统治者对于信息管理的需求：当需要信息传播效率的时候，废除定本制度；当需要信息传播安全的时候，加强定本制度。定本制度一定程度上为宋代的社会繁荣起到了基础性作用，但是也限制了思想的传播和封建体制内的信息流通发展。